# Pena dos Catro Cabaleiros

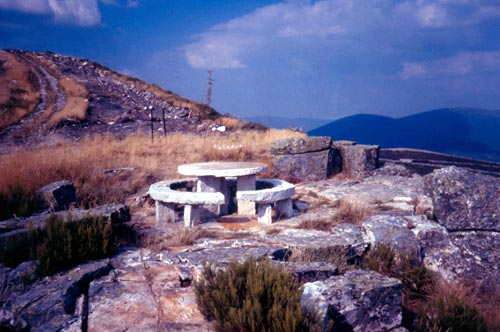
Taula d'Os Catro Cabaleiros

La Pena dos Catro Cabaleiros (literalment en gallec “penya dels quatre cavallers”) és un cim de 1.131 metres d'altitud situat en el límit dels municipis d'A Pobra do Brollón, Folgoso do Courel, O Incio i Samos, a la província de Lugo.
Des d'aquest hi ha vistes de tota la vall de la Terra de Lemos i la Serra d'O Courel. Està envoltat de vegetació, principalment pins. En aquesta zona habiten nombroses espècies d'animals com poden ser els senglars o els cabirols.
Segons explica la llegenda aquest nom es deu al fet que en temps passats en aquest punt es reunien els cavallers d'A Pobra do Brollón, Folgoso do Courel, O Incio i Samos. Avui en dia la tradició es manté i els alcaldes dels 4 ajuntaments es reuneixen en aquest cim en una festa tradicional.
Avui dia al centre del mirador hi ha una taula rodona amb quatre cadires, de granit, en honor de les reunions que aquí es realitzaven.